# Vågbjörnbär
Vågbjörnbär (Rubus marianus) är en rosväxtart som först beskrevs av Johann Wilhelm Krause, och fick sitt nu gällande namn av Heinrich E. Weber. Enligt Catalogue of Life ingår Vågbjörnbär i släktet rubusar och familjen rosväxter, men enligt Dyntaxa är tillhörigheten istället släktet rubusar och familjen rosväxter. Arten har ej påträffats i Sverige. Inga underarter finns listade i Catalogue of Life.